# Яворув (Люблінське воєводство)
Яворув (пол. Jaworów) — село в Польщі, у гміні Жижин Пулавського повіту Люблінського воєводства.
Населення — 103 особи (2011).

## Демографія
Демографічна структура станом на 31 березня 2011 року:
|          | Загалом | Допрацездатний вік | Працездатний вік | Постпрацездатний вік |
| -------- | ------- | ------------------ | ---------------- | -------------------- |
| Чоловіки | 47      | 7                  | 31               | 9                    |
| Жінки    | 56      | 14                 | 24               | 18                   |
| Разом    | 103     | 21                 | 55               | 27                   |